# كارثة قطار بالفانو
كارثة قطار بالفانو (Balvano train disaster) كانت أكثر حوادث السكك الحديدية دموية في التاريخ الإيطالي وواحدة من أسوأ كوارث السكك الحديدية على الإطلاق. حدث ذلك في الليلة بين 2 و 3 مارس 1944 في بالفانو، بازيليكاتا. توفي أكثر من 500 شخص في قطار شحن يتم تشغيله بالبخار وحرق الفحم (معظمهم مسافرين خلسة) بسبب التسمم بأول أكسيد الكربون خلال توقف مطول في نفق.

## ظروف
في عام 1943، غزت دول المحور إيطاليا من قبل القوات المسلحة البريطانية والأمريكية، وعانى الجزء الجنوبي من شبه الجزيرة (الذي احتلته قوات الحلفاء بالكامل تقريبًا) نقصًا حادًا في زمن الحرب، مما شجع السوق السوداء الواسعة. بدأ الناس في المدن الكبيرة مثل نابولي في مقايضة المنتجات الطازجة بالسلع التي جلبها الجنود، وقاموا بتخزينها في قطارات الشحن للوصول إلى مزارع مورديهم.
كما عانت شركات السكك الحديدية من نقص في الفحم عالي الجودة. أدى حرق البدائل منخفضة الدرجة إلى خفض إنتاج الطاقة وإنتاج كمية كبيرة من أول أكسيد الكربون، وهو غاز عديم الرائحة وسام، وهي مشكلة خطيرة بشكل خاص في شبكة السكك الحديدية الإيطالية، التي تعبر في الغالب الأراضي الجبلية، وبالتالي تستخدم بشكل كبير الأنفاق مع منحدرات حادة تصل إلى 3.5٪.
في فبراير 1944، تسببت هذه الحالة في وقوع أول حادث: عندما تسمم أفراد قطار عسكري أمريكي كان يسير في نفق على خط سكة حديد باتيباليا - ميتابونتو بسبب ناتج عادم فحم رديء الجودة. أغمي على أحد السائقين، وسحق بين المحرك وعربة الخدمات، ومات. لم يتم اتخاذ أي إجراء لمنع وقوع الحادث مرة أخرى.

## حادثة

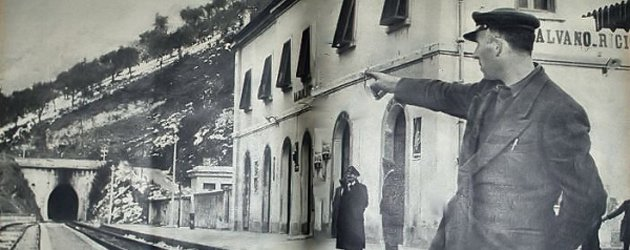
يشير رئيس محطة بالفانو إلى الاتجاه الذي غادر به القطار. النفق المعروض ليس نفق أرمي، الذي يبعد كيلومترين.

في مساء يوم 2 مارس 1944، انطلق قطار الشحن 8017 من نابولي متجهًا إلى بوتينزا. كان بتألف من 47 عربة شحن حاملاً وزن مرتفع قدره 520 طنًا. كما نقل العديد من الركاب غير الشرعيين.
الجزء الأول من الرحلة كان على خط سكة حديد مسطح، وتم سحب القطار بواسطة محرك كهربائي (E.626). في الساعة 19:00، غادر القطار باتيباليا ودخل خط سكة حديد باتيباغليا ميتابونتو الأكثر انحدارًا وغير المكهرب. تم استبدال المحرك الكهربائي بمحركين بخاريين (480.016 متبوعًا بـ 476.058).
في إيبولي، تم إجبار بعض المسافرين خلسة على النزول، ولكن استقل المزيد منهم في المحطات التالية حتى وصل عددهم إلى حوالي 600، مما جعل القطار مثقلًا بشكل كبير. وصل القطار في منتصف الليل إلى محطة بالفانو-ريتشيانو، آخر محطة قبل الكارثة، حيث توقف لصيانة المحركات.
في الساعة 00:50، أعيد تشغيل القطار باتجاه محطة بيلا مورو المجاورة، ووصلت سرعته إلى حوالي 15 كيلومتر في الساعة (9.3 ميل/س).. بعد 1.8 كيلومتر (1.1 ميل) من السفر، اقترب من نفق أرمي، الضيق وضعيف التهوية، وطولة 1,968 متر (2,152 يارد) بزاوية انحدار تبلغ 1.3٪. مع دخول القاطرات إلى النفق، بدأت العجلات في الانزلاق على القضبان (التي كانت مبللة بسبب الرطوبة)، على الرغم من استخدام الصناديق الرملية، وفقد القطار سرعته حتى توقف، مع وجود جميع العربات تقريبًا داخل النفق.
امتلأ الهواء بالفعل بالدخان منذ مرور قطار آخر قبل فترة وجيزة، وتسبب جهد السائقين لإعادة تشغيل القطار في إنتاج المزيد من الدخان المحمل بأول أكسيد الكربون. ونتيجة لذلك، اختنق الطاقم والمسافرين خلسة، ببطء شديد لدرجة أنهم فشلوا في إدراك ما كان يحدث لهم. مات معظمهم أثناء نومهم. من بين الناجين القلائل، كان معظمهم في العربات الاخيرة القليلة، التي كانت لا تزال في الهواء الطلق.
في مرحلة ما، حاول سائق القاطرة 476 تشغيل ترس الرجوع للخلف في محاولة للخروج من النفق، لكنه أغمي عليه قبل أن ينجح. علاوة على ذلك، لم يتمكن من التواصل مع سائق المحرك الآخر (والذي استمر في الواقع في الدفع في الاتجاه الأمامي) لأن 476 كان محركًا نمساويًا مع محرك يمين، بينما كان 480 محركًا يسارًا كالمعتاد في السكك الحديدية الإيطالية.
في الساعة 05:10، علم رئيس محطة بالفانو بالكارثة من عامل الفرامل في العربة الأخيرة، الذي كان قد عاد إلى المحطة. في الساعة 05:25 وصلت قاطرة إلى الموقع ولكن الجثث العديدة التي كانت على المسار منعتها من إخراج القطار من النفق. فقط حوالي أربعين ناجًا في العربات الأخيرة أمكن مساعدتهم. في الساعة 08:40 وصل فريق إنقاذ ثانٍ أعاد القطار إلى المحطة. من بين الطاقم، نجا رجل المكابح ورجل إطفاء القاطرة الثاني.
بسبب العدد الكبير من الجثث، ونقص الموارد في زمن الحرب، وفقر العديد من الضحايا، تلقى طاقم القطار فقط دفنًا مناسبًا؛ تم دفن المسافرين خلسة بدون شعائر دينية في أربعة مقابر مشتركة في مقبرة بالفانو.

## المسئولية

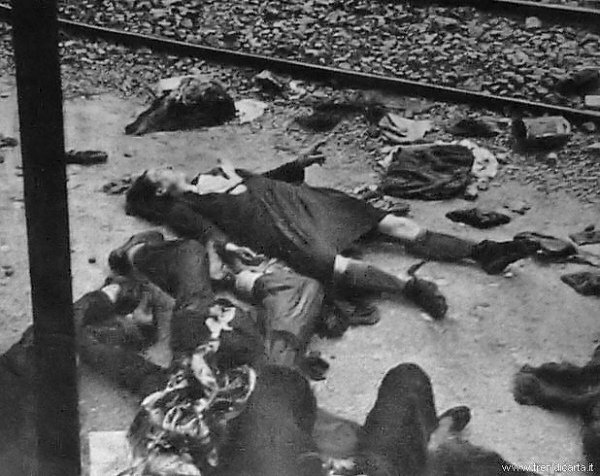
ضحايا الكارثة

كان الحادث نتيجة لعوامل كثيرة. كان السبب الجذري هو عدم وجود إشراف من قبل سلطات السكك الحديدية، التي تسامحت مع ركوب العديد من المسافرين خلسة في القطار. كانت العوامل المساهمة هي الفحم منخفض الجودة، ونقص التهوية في النفق، والقضبان الرطبة، وحقيقة أن القطار كان له اتجاه مزدوج بدلاً من تكوين الدفع والسحب. كان الافتقار إلى التواصل بين سائقي القاطرتين هو عامل الزناد النهائي. بالإضافة إلى ذلك، تفاقم عدد القتلى بسبب التأخير في جهود الإنقاذ.
وعلى الرغم من ذلك، فإن اللجنة التي حققت في الحادث لم تلاحق الجناة واعتبرت أنه ناتج عن قوة قاهرة. في ذلك الوقت، كانت الكارثة تُعزى بشكل أساسي إلى:
 
تم إلقاء اللوم على مسؤولي محطة بالفانو وبيلا مورو لأنهم لم يتحركوا لتحديد موقع القطار عندما ظهر متأخراً على خريطة الطريق. ومع ذلك، في حالة الارتباك التي أعقبت الحرب، كان من المعتاد أن تكون الاتصالات غير منتظمة، ويمكن أن تتأخر القطارات بشكل كبير. لم يكن من غير المألوف أن يستغرق السفر عبر الجبل والبالغة مسافتها 7 كم أكثر من ساعتين بين المحطتين.
تم إلقاء اللوم أيضًا على موظفي القطار والمحطات على طول الطريق، لأنهم سمحوا لمثل هذا القطار الثقيل بالاستمرار حتى لو علموا أن محركاته لم تكن قوية بما يكفي. ومع ذلك، جاءت أحكام القطار مباشرة من قيادة الحلفاء، لذلك لم يتمكن عمال السكك الحديدية من إيقاف القطار وتغيير تكوينه. نظمت القيادة نفسها قطارًا للتحقق من حالة الكارثة، مع طاقم مجهز بأقنعة أكسجين، والتي تعرف على التطور الفعلي لكميات غير طبيعية من الغازات السامة.

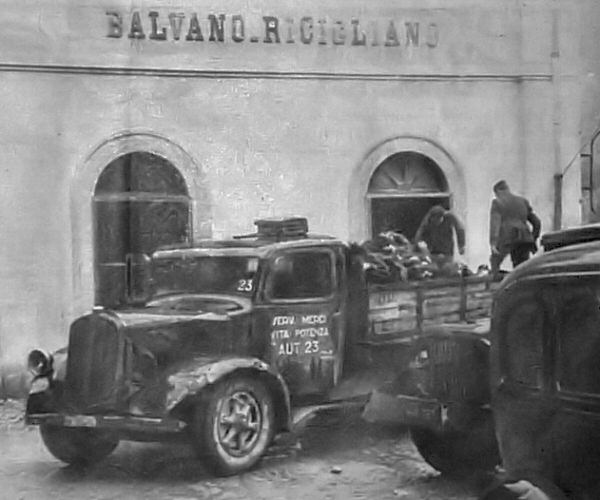
نقل الضحايا إلى القبر المشترك

رفضت فيروفي ديلو ستاتو الإيطالية (سكة حديد الدولة الإيطالية) كل المسؤولية، مدعية أنه في نهاية الحرب المعقدة التي حدثت (حيث تعايشت السلطات الإيطالية مع القيادة الأمريكية) لم يتمكنوا حتى من تحديد من يتحمل مسؤولية إدارة قطار معين. ومع ذلك، يمكن إلقاء اللوم على الشركة لأنه في ذلك الوقت، على الرغم من ارتفاع الطلب على الطريق بين نابولي وبوتينزا، لم يكن هناك سوى قطار ركاب واحد مجدول (قطار 8021)، والذي يغادر من نابولي مرتين في الأسبوع، يومي الأربعاء والسبت، مما دفع زيادة عدد الركاب غير القانونيين في قطارات الشحن.
في محاولة لمنع الانتقادات، أصدرت وزارة الخزانة لعائلات جميع الضحايا الذين تم تحديدهم نفس التعويض الذي تم تقديمه لضحايا الحرب (على الرغم من أنه تم دفعه بعد أكثر من 15 عامًا).

## تغييرات اللوائح
بعد الكارثة، تم تحديد 350 طنًا كحد أقصى على الخط بأكمله. بالإضافة إلى ذلك، بالنسبة للقطارات الثقيلة التي تتطلب قاطرتين، تم استخدام تركيبة قاطرة ديزل أمريكية وقاطرة بخارية إيطالية بدلاً من محرك بخاري مزدوج. علاوة على ذلك، عند المخرج الجنوبي لنفق أرمي، تم إنشاء نقطة حراسة دائمة، والتي سمحت للقطارات بالدخول إلى الرواق فقط بعد إزالة غازات العادم من القطارات السابقة.
ظل مركز الحراسة في مكانه حتى عام 1959، عندما تم حظر جميع القطارات البخارية من الخط. تم إلغاء لوائح الوزن في عام 1996، عندما تم تزويد الخط بالكهرباء.

## في الثقافة الشعبية
- «غاليريا دل أرمي» - أغنية للموسيقي الأمريكي تيري ألين من ألبوم Human Remains (1996).
- "The Black Market Express" - حلقة حول كارثة قطار بالفانو من الفيلم الوثائقي كوارث القرن (2000)، بثت على شبكة التاريخ الكندية.